# Unité urbaine de Langeac
L'unité urbaine de Langeac est une unité urbaine française dans le département de la Haute-Loire et la région Auvergne-Rhône-Alpes.

## Données générales
En 2010, selon l'Insee, l'unité urbaine de Langeac était composée de deux communes, situées dans le département de la Haute-Loire.
En 2020, à la suite d'un nouveau zonage, elle est composée des deux mêmes communes
En 2022, avec 3 841 habitants, elle représente la 8e unité urbaine du département de la Haute-Loire.
En 2021, sa densité de population s'élève à 77 hab/km2. Par sa superficie, elle représente 1,01 % du territoire départemental et, par sa population, elle regroupe 1,69 % de la population du département de la Haute-Loire.

## Composition 2020 de l'unité urbaine
L'unité urbaine de Langeac est composée des deux communes suivantes :
| Nom                    | Code Insee | Département | Statut       | Superficie (km2) | Population (dernière pop. légale) | Densité (hab./km2) | Modifier                                    |
| ---------------------- | ---------- | ----------- | ------------ | ---------------- | --------------------------------- | ------------------ | ------------------------------------------- |
| Langeac (ville-centre) | 43112      | Haute-Loire | ville-centre | 33,94            | 3 433 (2022)                      | 101                | modifier les données · modifier les données |
| Chanteuges             | 43056      | Haute-Loire | banlieue     | 16,33            | 408 (2022)                        | 25                 | modifier les données · modifier les données |

## Évolution démographique
| 1968  | 1975  | 1982  | 1990  | 1999  | 2010  | 2015  | 2021  |
| ----- | ----- | ----- | ----- | ----- | ----- | ----- | ----- |
| 5 388 | 5 211 | 4 957 | 4 571 | 4 473 | 4 402 | 4 209 | 3 851 |

## Pour approfondir